# 白聖女と黒牧師
『白聖女と黒牧師』（しろせいじょとくろぼくし）は、和武はざのによる日本の少年漫画。作者が2016年からTwitter（現：X）やPixivで連載していた創作漫画、およびそれを加筆・リメイクしたものが電子雑誌『少年マガジンR』（講談社）にて、2017年3号より2023年2号まで連載（2018年にマガポケでも掲載開始）。同誌の休刊後は、「月マガ基地」（同）に移籍することが発表されている。架空のファンタジー世界を舞台に、聖女・セシリアと牧師・ローレンスの無自覚いちゃラブコメディの模様を描く。2022年12月時点で累計70刷を突破している。
メディアミックスとしてボイスコミックがYouTubeにて公開され、テレビアニメ『虚構推理』の放送枠で同声優陣によるPVがCMとして使用された。2023年7月から9月までテレビアニメが放送された。

## あらすじ
異世界のとある教会。そこには人前ではちゃんとしていて可愛いけれど、牧師様と2人きりになるとだらけ癖のある聖女様と、真面目で聖女様には過保護で料理上手な牧師様が住んでいました。
穏やかな日々の中で、密かに恋する聖女様と鈍感な牧師様が繰り広げる、"無自覚いちゃラブコメ"。もどかしい二人の関係が行きつく先は果たして--？

## 登場人物
声の項は特記がない限りテレビアニメ版の声優。

### 主要人物
セシリア
声 - 澤田姫 / 高野麻里佳（ボイスコミック）
本作の主人公。ローレンスの住む街にふらっとやって来た聖女。ローレンスと同じ教会に同居しており、教会に訪れた人々を導く。誰にでも敬語を使い、聖女として的確な説教が出来ることもあり、街の人々や子ども達からも慕われている物腰柔らかい聖女だが、実は猫かぶりでローレンスの前だけだとよくだらける。本人は雑務をする気はあるが生活能力皆無でローレンスに当てにされていない。しかし味付けのセンスはいい。蜘蛛が苦手。スコーンが好き。何も無い所で転びそうになったりするなど、ドジを踏むことが多い。
ローレンスのことが好きだが、本人には気付かれていない。その好意は後に突然やって来たアベルが短時間で気付くほど。ローレンスの作ったお菓子が人生の楽しみ。ローレンスのある体質を心配しているが、その心配が行き過ぎてむしろローレンスに迷惑をかけてしまう場合もある。
ローレンスに名前で呼んでもらえないことを気にしてる。
後述にもあるように啓示を聞けたり予知夢を見る能力があるが、人を助ける程の奇跡を起こせる能力はなく、セシリアも少し気にしている。
元々は祖母と二人で過ごしており、物心つく前から神の啓示を聞き聖女であることを自覚していた。祖母が亡くなった後、大雨が降り街が水没するという予知夢を見たことでローレンスの住む街にたどり着く。そこで住人に「橋を壊さなければ街が沈む」と訴えていたが誰も耳を貸さず、体力が尽きて倒れそうになったところをローレンスに助けられる。その後ローレンスが説得に加わることで橋を壊すことになり、街の水没は免れた。その後街の住人の薦めで教会に住むこととなる。
ローレンス
声 - 石川界人、島袋美由利（幼少期） / 島﨑信長（ボイスコミック）
田舎の教会を営む牧師。神学校を卒業し牧師となった。真面目で丁寧だが天然な面もあり、自分への好意にはとてつもなく鈍感で、セシリアを好きだと自覚するまで非常に時間がかかった。普段の一人称は「私」だが、アベルの前だと「俺」になる。セシリアからは「ローレン」と呼ばれている。対するローレンスは何故か名前を呼ぶことを頑なに拒んで「聖女様」と呼び続け、他人に教える際も紙に書いて伝えるほど。ただしとっさの時には名前を呼ぶ場面もある。
突然ふらっとやって来た聖女であるセシリアを尊敬し大切にしているが、彼女の好意には鈍い。街人からは彼女との関係を微笑ましく見守られている。動物が好きであるが、とある体質の影響で動物が近寄って来ず、猫の写真集を眺める日々。趣味はセシリアのお世話や仕事、料理。造形のセンスは独特。小さいころに旅行先の島で、あまりの美味しさに食べ過ぎてお腹を壊したことがトラウマとなっており、貝類が食べられない。落とし物を一目見ただけで誰のものかわかる程観察能力に優れているが、それが好意の自覚に繋がることは無い。
「とある体質」とは、天使や精霊など人外の存在に好かれやすい、という体質。動物に避けられるのはローレンスに近寄った精霊などに怯えているためである。過剰に集まり過ぎたり、悪魔など邪悪な存在が引き寄せられた場合ローレンスが体調を崩してしまう。ローレンス自身は天使の姿が見えておらず周囲も隠している為、何が起きているのか把握できていない。
セシリアとは、「橋を壊さなければ街が沈む」と訴えていたところを出会い、セシリアが倒れそうなところを助ける。当初はローレンスも住人同様セシリアの話を疑っていたが、その後街の地図を見て大雨が降ることを確信し、説得に加勢し橋を壊すことを認めさせた。
アベル
声 - 石谷春貴
ローレンスの神学校時代から付き合いのある友人。西の街の教会で牧師をしていたが、「人間関係に疲れちゃって……」とローレンスの教会に舞い込んできた（実際にはローレンスの体質からくる無事の確認と、ヘーゼリッタの家庭教師という仕事から逃げてきただけである）。セシリアと同じく生活能力皆無で、仕事を手伝う傍ら教会に住み込みローレンスの世話になっている。ただし態度はかなり不真面目で、牧師の仕事をサボったりからかったりしたりしてローレンスを困らせており、ぞんざいに扱われている。
神学校時代のローレンスをよく知っており、それを知らないセシリアからはよくやきもちを妬かれている。二人の関係をからかいつつ見守っている。
天使などを目視する事ができ、ローレンスの体質について知っている者の一人。セシリアが来るまでは素人知識で加護をローレンスに付与し、悪魔から守っていた。
天使などを目視できることが周囲から受け入れられず孤児院に入れられた経歴があり、神学校時代の初期は他人と関わろうとしない暗い性格だった。そこへローレンスがしつこく話しかけ、その執念に折れて付き合いを始め、いつしか現在の人をからかう性格へ変わった。
ヘーゼリッタ・オルドリッジ
声 - 中村カンナ
家庭教師であるアベルを連れ戻しに、ローレンスの教会にやって来た西の町に住む名家の少女。アベルからは「お嬢」と呼ばれている。同い年くらいの子とプライベートで話したことがあまりなく、セシリアに対し最初はぎこちなかったが今ではよき友人。猪突猛進な性格、かつ方向音痴でよく迷子になる。アベル曰く「動物に例えるなら猪」。セシリアを大切に思っているが空回りしたりセシリアの感性についていけてないことも多い。
病に倒れたフレデリカを死なせてしまった過去の出来事から「聖女」という存在には幸せになって欲しいと願っており、聖女を自分の為に利用しようとする人間を許さない。はじめはローレンスのことも疑っていたがすぐに誤解は解け、彼とセシリアのもどかしい距離感を気にかけ、頭を悩ませる日々を送っている。

### 街の人々
メル
声 - 戸松遥
街で占い師を営む女性。昔からこの街に住んでおり、ローレンスに助言をすることも。あまり占いに訪れる人がいないのか貧乏で、宣伝に余念が無い。だがその占いはよく当たる。
エリック
声 - 小市眞琴
ローレンスが短期間、家庭教師を引き受けた洋服屋の息子。人と接するのに慣れておらずズバズバと物を言うが、根は優しい子。母の仕事を手伝い大人っぽい雰囲気を纏うが、ローレンスの前では年相応の反応を見せる。
レベッカ
声 - 中原麻衣
街で洋服屋を営む女性。訪れたセシリアに似合う服を客と一緒に選び、大事になることも。
オズウェル
声 - 沢木郁也
故人。ローレンスの祖父。牧師で、ローレンスに聖女をどう大切にするかを教えた。ローレンスの体質に気づいている模様で、ローレンスのことを「少し特別」と表現している。
顔は描写されず隠されている。

### 西の街の人々
ギーゼルベルト・オルドリッジ
声 - 前野智昭
豪華な屋敷に住む、アベルの本当の雇い主でヘーゼリッタの兄。妹を溺愛するシスコン。とある過去の出来事を悔いており、ローレンスに助言をする。
フレデリカが倒れた際大聖女を呼んだが、間に合わずフレデリカは死亡。フレデリカが亡くなった今も好意を寄せており、定期的に墓を訪れ、花束を置いている。
現在も大聖女との繋がりがあり、聖女が不当な扱いを受けていないか監視し、大聖女に報告する任務を負っている。
フレデリカ
声 - 上田麗奈
西の街に影響力のある資産家が連れてきた聖女。病に伏せる人や怪我人が話すと心が安らぐといった評判により「慈愛の聖女」と呼ばれていた。オルドリッジ兄妹の過去と深く関わっている。
病気になった際周囲の人間が「人間と同じように扱うなどおこがましい」「病気になるわけがない」と治療を受けさせなかったため、病状が悪化しそのまま亡くなってしまった。
ギーゼルベルトに好意を寄せていた。
カミラ
声 - 佐藤聡美
同期の牧師。ローレンスを母親目線で可愛がる。歯に衣着せないタイプ。
ユーリエ
声 - 石上静香
同期の牧師。
ハイン
声 - 梶原岳人
同期の牧師。カミラのお目付け役のような部分もある。
ヒューゴ
声 - 千葉繁
ローレンスの学生時代の恩師で、祖父であるオズウェルの友人でもある。

## 世界観・用語
聖女（せいじょ）
神の啓示を受けた女性で、心の弱さや悪意から人々を守る存在。ローレンスの住む地域には大聖女と、セシリアを含めた聖女が数名しかおらず珍しい存在。この世界において、新しい聖女が発見されることは大きな出来事となる。
かつては神聖視されていたが、その神聖視が問題を起こし、最悪聖女を死なせてしまうことがあったため、現在は通常の人間と同じように一般社会に溶け込んで生活している。
大聖女（だいせいじょ）
ミシェラ島という湾に浮かぶ島に住んでいる聖女の長。島の中で日々祈りを捧げて過ごしている。外見は描写が無く不明。
一般の人間と面会する機会はそう無く、民衆の生活に溶け込む聖女の方が一般とは会いやすい。
加護（かご）
聖女が人々を守ろうとする意思。そして彼女達が為す奇跡を加護と呼ぶ。病気やケガをしないようにと願えば、そのとおりに守られる。ただしその力は絶対という訳ではなく、目に見えるものではないため、効果があるかどうかは聖女にしか分からない。また複数の加護が重複すると効力が強すぎて頭痛を引き起こすようになる。
精霊・天使・悪魔
この世界に存在する目に見えない生命体。聖女、もしくは特殊な知覚能力を持つ者だけが目視する事が出来る。
作中では天使は黄色の光球、精霊は青い光球で描写され、悪魔の姿は描写されない。

## 書誌情報
- 和武はざの 『白聖女と黒牧師』 講談社〈講談社コミックス〉、既刊13巻（2024年2月16日現在）
  1. 2017年12月15日発売[27][28]、ISBN 978-4-06-510598-6
  2. 2018年6月15日発売[29]、ISBN 978-4-06-511598-5
  3. 2018年12月17日発売[30][31]、ISBN 978-4-06-513827-4
  4. 2019年6月17日発売[32]、ISBN 978-4-06-515948-4
  5. 2019年12月17日発売[33]、ISBN 978-4-06-518029-7
  6. 2020年6月17日発売[34]、ISBN 978-4-06-519980-0
  7. 2020年12月17日発売[35]、ISBN 978-4-06-521785-6
  8. 2021年6月17日発売[36]、ISBN 978-4-06-523226-2
    - ミニカラー画集付き特装版 同日発売[37]、ISBN 978-4-06-522624-7

  9. 2021年12月16日発売[38]、ISBN 978-4-06-525795-1
    - 描き下ろし日めくりカレンダー付き限定版 同日発売[39]、ISBN 978-4-06-526667-0

  10. 2022年6月16日発売[40]、ISBN 978-4-06-527773-7
  11. 2022年12月15日発売[41]、ISBN 978-4-06-529747-6
  12. 2023年5月17日発売[42]、ISBN 978-4-06-531391-6
  13. 2024年2月16日発売[43]、ISBN 978-4-06-533417-1
    - スクールカレンダー付き限定版 同日発売[44]、ISBN 978-4-06-534755-3

## テレビアニメ
2023年7月から9月までTOKYO MXほかにて放送された。
セシリア役の澤田は本作が初主役および初レギュラーになった。

### スタッフ
- 原作 - 和武はざの[8]
- 監督 - 野呂純恵[8]
- シリーズ構成 - 山田由香[8]
- キャラクターデザイン - 中川洋未[8]
- サブキャラクターデザイン - 菊池愛
- 総作画監督 - 中川洋未、菊池愛、武藤幹、熊谷勝弘
- メインアニメーター - 板倉健、長尾圭悟
- プロップデザイン - 松本恵
- 色彩設計 - 真壁源太[8]
- 美術監督 - 中村千恵子[8]
- 美術設定 - 中村千恵子、橋本日香里、秋元克己、田知本ゆう、佐南友里
- 撮影監督 - 杉浦誠一[8]
- 編集 - 武宮むつみ[8]
- 音響監督 - 土屋雅紀[8]
- 音響効果 - 白石唯果
- 音楽 - 川田瑠夏[8]
- 音楽制作 - アニプレックス
- 音楽プロデューサー - 山内真治
- チーフプロデューサー - 高見洋平、三宅将典、末平アサ、鎌田肇
- プロデューサー - 塩谷佳之、足立和紀、髙橋佳那子
- 制作プロデューサー - 小林涼
- アニメーション制作 - 動画工房[8]
- 製作 - 「白聖女と黒牧師」製作委員会[8]（講談社、アニプレックス、クランチロール、動画工房）

### 主題歌
「コイセカイ」
ClariSによるオープニングテーマ。作詞・作曲・編曲は浅見武男。
「トコシエスタ」
ササノマリイによるエンディングテーマ。作詞・作曲はササノマリイ。

### 各話リスト
| 話数   | サブタイトル           | 脚本     | 絵コンテ        | 演出                       | 作画監督 | 総作画監督                                                            | 初放送日       |
| ------ | ---------------------- | -------- | --------------- | -------------------------- | --- | --------------------------------------------------------------------- | -------------- |
| 第1話  | ふたりの関係           | 山田由香 | 野呂純恵        | 野呂純恵                   | 板倉健 歩宇 長尾圭悟 | 中川洋未                                                              | 2023年 7月13日 |
| 第2話  | ふたりの守るもの       | 山田由香 | 吉川博明 竹内崇 | 吉川博明 竹内崇            | 山本悦子 小倉寛之 北川知子 久保茉莉子 中川洋未 | 菊池愛                                                                | 7月20日        |
| 第3話  | ローレンスの気がかり   | 土屋理敬 | 上坪亮樹        | 上坪亮樹                   | 板倉健 長尾圭悟 歩宇 熊谷勝弘 | 武藤幹                                                                | 7月27日        |
| 第4話  | 聖女と呼ばれるもの     | 山田由香 | 原口浩          | 原口浩                     | 歩宇 北川知子 金慧秀 熊谷勝弘 山本悦子 | 中川洋未                                                              | 8月3日         |
| 第5話  | はじめての出張         | 土屋理敬 | 伊藤良太        | 守田芸成 野呂純恵          | 吉川真帆 長尾圭悟 山本悦子 歩宇 北川知子 | 熊谷勝弘                                                              | 8月10日        |
| 第6話  | アベルとヘーゼリッタ   | 山田由香 | 内野宮晃希      | 内野宮晃希                 | 板倉健 山本悦子 吉川真帆 歩宇 金慧秀 中本尚 | 菊池愛                                                                | 8月17日        |
| 第7話  | セシリアのなやみごと   | 土屋理敬 | 上坪亮樹        | 上坪亮樹                   | 北川知子 平塚知哉 長尾圭悟 板倉健 立口徳孝 歩宇 金慧秀 中川洋未                                                                                         | 熊谷勝弘 板倉健                                                       | 8月24日        |
| 第8話  | フレデリカの遺したもの | 山田由香 | 原口浩          | 原口浩 金成旻              | 菊池愛 立口徳孝 金慧秀 平塚知哉 山本悦子 中川洋未 曾我篤史 本谷愛 夘野智子 鈴木水彩 長尾圭悟 佐藤修太                                                   | 中川洋未 菊池愛 迫由里香                                              | 8月31日        |
| 第9話  | 聖女の加護             | 土屋理敬 | 橋本裕之        | 橋本裕之                   | 澁谷健太郎 北川知子 本谷愛 南部広海 加戸菜弥 小倉寛之 歩宇 夘野智子                                                                                     | 熊谷勝弘 板倉健 伊藤雅子                                              | 9月7日         |
| 第10話 | ふたりの気持ち         | 土屋理敬 | 吉川博明        | 竹内崇                     | 室賀彩花 鈴木水彩 小倉寛之 山本悦子 曾我篤史 中本尚 長尾圭悟 平塚知哉 佐藤修太 朱里                                                                     | 納武史 横山穂乃花 迫由里香 稲手遥香 室賀彩花 中川洋未                 | 9月14日        |
| 第11話 | ふたりの出会い         | 土屋理敬 | 野呂純恵        | 野呂純恵                   | 山本雅明 板倉健 立口徳孝 本谷愛 南部広海 平塚知哉 菊池愛 金慧秀 長尾圭悟 北川知子 よぴ おさしみ丸 ぶんやま                                              | 菊池愛 迫由里香 中川洋未 勝又聖人 まじろ                              | 9月21日        |
| 第12話 | ふたりのかたち         | 山田由香 | 佐藤雅子        | 野呂純恵 内野宮晃希 原口浩 | 鈴木水彩 北川知子 曾我篤史 歩宇 室賀彩花 平塚知哉 小倉寛之 金慧秀 佐藤修太 熊谷勝弘 立口徳孝 長尾圭悟 南部広海 本谷愛 よぴ おさしみ丸 ぶんやま 中川洋未 | 中川洋未 熊谷勝弘 横山穂乃花 迫由里香 板倉健 稲手遥香 室賀彩花 菊池愛 | 9月28日        |

### 放送局
| 放送期間                | 放送時間                     | 放送局         | 対象地域   | 備考                                 |
| ----------------------- | ---------------------------- | -------------- | ---------- | ------------------------------------ |
| 2023年7月13日 - 9月28日 | 木曜 0:30 - 1:00（水曜深夜） | TOKYO MX       | 東京都     |                                      |
|                         |                              | とちぎテレビ   | 栃木県     |                                      |
|                         |                              | 群馬テレビ     | 群馬県     |                                      |
|                         |                              | BS11           | 日本全域   | BS放送 / 『ANIME+』枠                |
|                         | 木曜 2:07 - 2:39（水曜深夜） | CBCテレビ      | 中京広域圏 |                                      |
|                         | 木曜 2:14 - 2:44（水曜深夜） | 朝日放送テレビ | 近畿広域圏 | 『水曜アニメ〈水もん〉』第1部        |
| 2023年7月14日 - 9月29日 | 金曜 21:00 - 21:30           | AT-X           | 日本全域   | CS放送 / 字幕放送 / リピート放送あり |

| 配信開始日    | 配信時間        | 配信サイト |
| ------------- | --------------- | --- |
| 2023年7月13日 | 木曜 1:00 更新  | DMM TV dアニメストア （本店・ニコニコ支店・for Prime Video） |
| 2023年7月17日 | 月曜 12:00 更新 | U-NEXT アニメ放題 ABEMA Prime Video バンダイチャンネル Hulu FOD アニメタイムズ Lemino ニコニコチャンネル TELASA J:COMオンデマンド milplus auスマートパスプレミアム |

### BD / DVD
| 巻 | 発売日         | 収録話         | 規格品番     | 規格品番     |
| 巻 | 発売日         | 収録話         | BD限定版     | DVD限定版    |
| -- | -------------- | -------------- | ------------ | ------------ |
| 1  | 2023年9月6日   | 第1話 - 第4話  | ANZX-16181   | ANZB-16181   |
| 2  | 2023年11月1日  | 第5話 - 第8話  | ANZX-16182/3 | ANZB-16182/3 |
| 3  | 2023年12月27日 | 第9話 - 第12話 | ANZX-16184/5 | ANZB-16184/5 |